# Пјеве Делмона (Кремона)
Пјеве Делмона је насеље у Италији у округу Кремона, региону Ломбардија.
Према процени из 2011. у насељу је живело 394 становника. Насеље се налази на надморској висини од 45 м.